# Amaurobius kratochvili
Amaurobius kratochvili là một loài nhện trong họ Amaurobiidae.
Loài này thuộc chi Amaurobius. Amaurobius kratochvili được František Miller miêu tả năm 1938.